# Premiul Globul de Aur pentru cea mai bună melodie originală
Globurile de Aur pentru cea mai bună melodie originală au fost acordate prima dată la ediția din 1962 (pentru anul 1961) și au fost acordate anual începând cu 1965 de către Asociația de Presă Străină de la Hollywood.

## Câștigători
O † înseamnă că melodia respectivă a câștigat și premiul Oscar pentru cea mai bună melodie originală

### Anii 1960
- 1961: Town Without Pity - Town Without Pity
- 1964: Circus World - Circus World
- 1965: Forget Domani - The Yellow Rolls-Royce
- 1966: Strangers in the Night - A Man Could Get Killed
- 1967: If Ever I Should Leave You - Camelot
- 1968: The Windmills of Your Mind - The Thomas Crown Affair
- 1969: Jean - The Prime of Miss Jean Brodie

### Anii 1970
- 1970: Whistling Away the Dark - Darling Lili
- 1971: Life is What You Make It - Kotch
- 1972: Ben - Ben
- 1973: The Way We Were - The Way We Were †
- 1974: I Feel Love - Benji
- 1975: I'm Easy - Nashville †
- 1976: Evergreen - A Star Is Born †
- 1977: You Light Up My Life - You Light Up My Life †
- 1978: Last Dance - Thank God It's Friday †
- 1979: The Rose - The Rose (nu a fost nominalizată la Oscar)

### Anii 1980
- 1980: Fame - Fame †
- 1981: Arthur's Theme (Best Than You Can Do) - Arthur †
- 1982: Up Where We Belong - An Officer and a Gentleman †
- 1983: Flashdance...What A Feeling - Flashdance †
- 1984: I Just Called to Say I Love You - The Woman in Red †
- 1985: Say You, Say Say Me - White Nights †
- 1986: Take My Breath Away - Top Gun †
- 1987: (I've Had) The Time of My Life - Dirty Dancing †
- 1988: Let the River Run - Working Girl †
- 1989: Under the Sea - The Little Mermaid †

### Anii 1990
- 1990: Blaze of Glory - Young Guns II
- 1991: Beauty and the Beast - Beauty and the Beast †
- 1992: A Whole New World - Aladdin †
- 1993: Streets of Philadelphia - Philadelphia †
- 1994: Can You Feel the Love Tonight - The Lion King †
- 1995: Colors of the Wind - Pocahontas †
- 1996: You Must Love Me - Evita †
- 1997: My Heart Will Go On - Titanic †
- 1998: The Prayer - Quest for Camelot
- 1999: You'll Be in My Heart - Tarzan †

### Anii 2000
- 2000: Things Have Changed - Wonder Boys †
- 2001: Until... - Kate & Leopold
- 2002: The Hands That Built America - Gangs of New York
- 2003: Into the West - The Lord of the Rings: The Return of the King †
- 2004: Old Habits Die Hard - Alfie (nu a fost nominalizată la Oscar)
- 2005: A Love That Will Never Grow Old - Brokeback Mountain (nu a fost nominalizată la Oscar)
- 2006: Song of the Heart - Happy Feet
- 2007: Guaranteed - Into the Wild (nu a fost nominalizată la Oscar)
- 2008: The Wrestler - The Wrestler (nu a fost nominalizată la Oscar)
- 2009: The Weary Kind – Crazy Heart †

### Anii 2010
- 2010: You Haven't Seen the Last of Me - Burlesque (nu a fost nominalizată la Oscar)
- 2011: Masterpiece - W.E. (nu a fost nominalizată la Oscar)
- 2012: Skyfall - Skyfall †
- 2013: Ordinary Love - Mandela: Long Walk to Freedom
- 2014: Glory - Selma †
- 2015: Writing's on the Wall - Spectre †
- 2016: City of Stars - La La Land †
- 2017: This Is Me - The Greatest Showman
- 2018: Shallow -  A Star Is Born †
- 2019: I'm Gonna Love Me Again - Rocketman †

### Anii 2020
- 2020: Io sì (Seen) - The Life Ahead
- 2021: No Time to Die - No Time to Die †
- 2022: Naatu Naatu - RRR †
- 2023: What Was I Made For? - Barbie
- 2024: El Mal - Emilia Pérez